# Viện thần học

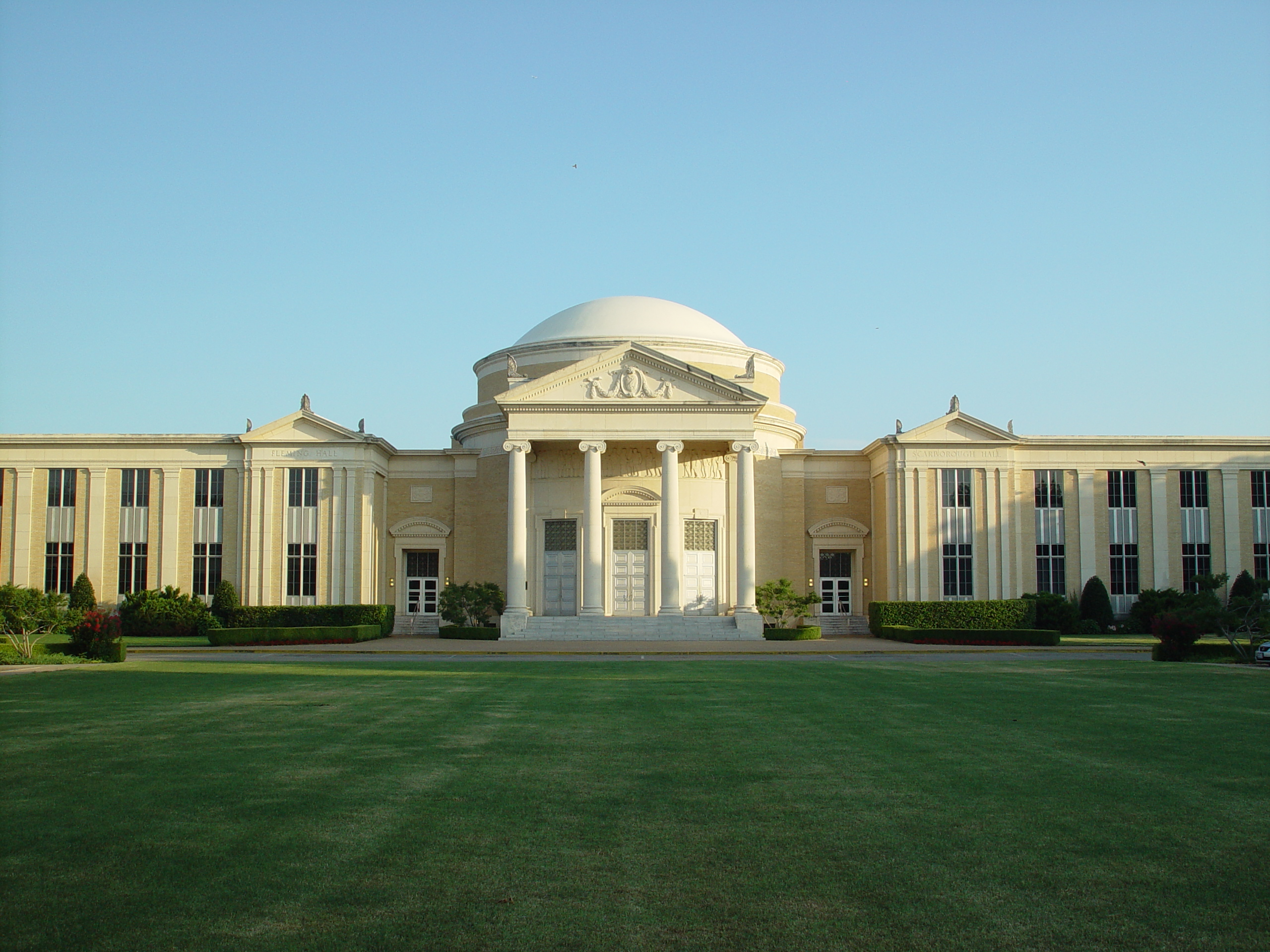
Viện Thần học Báp-tít Tây Nam ở thành phố Fort Worth, bang Texas, Hoa Kỳ.

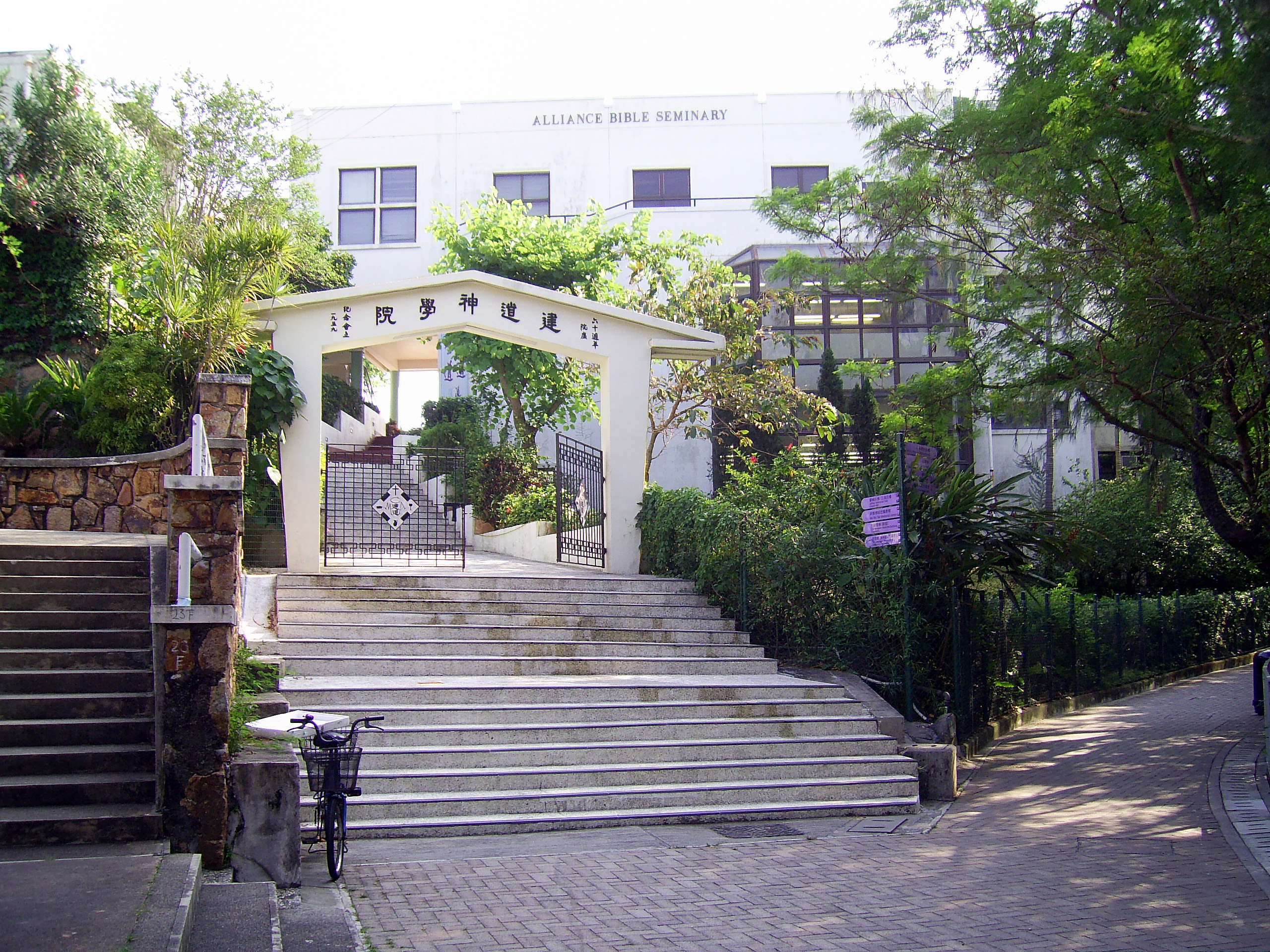
Lễ đường Kỉ niệm Khu Thụ Hồng thuộc Viện Thần học Kiến Đạo ở Hồng Kông.

Viện thần học (chữ Anh: Seminary, theological seminary, divinity school hoặc school of theology), hoặc gọi Trường thần học, Chủng viện, theo nghĩa rộng chỉ tất cả cơ quan giáo dục lấy nghiên cứu thần học làm mục tiêu, theo nghĩa hẹp chỉ cơ quan giáo dục Cơ Đốc giáo vì mục đích đào tạo mục sư, linh mục, giáo sĩ và nhà truyền giáo mà thiết lập lên, là bộ phận then chốt của giáo dục bậc cao.

## Tóm tắt

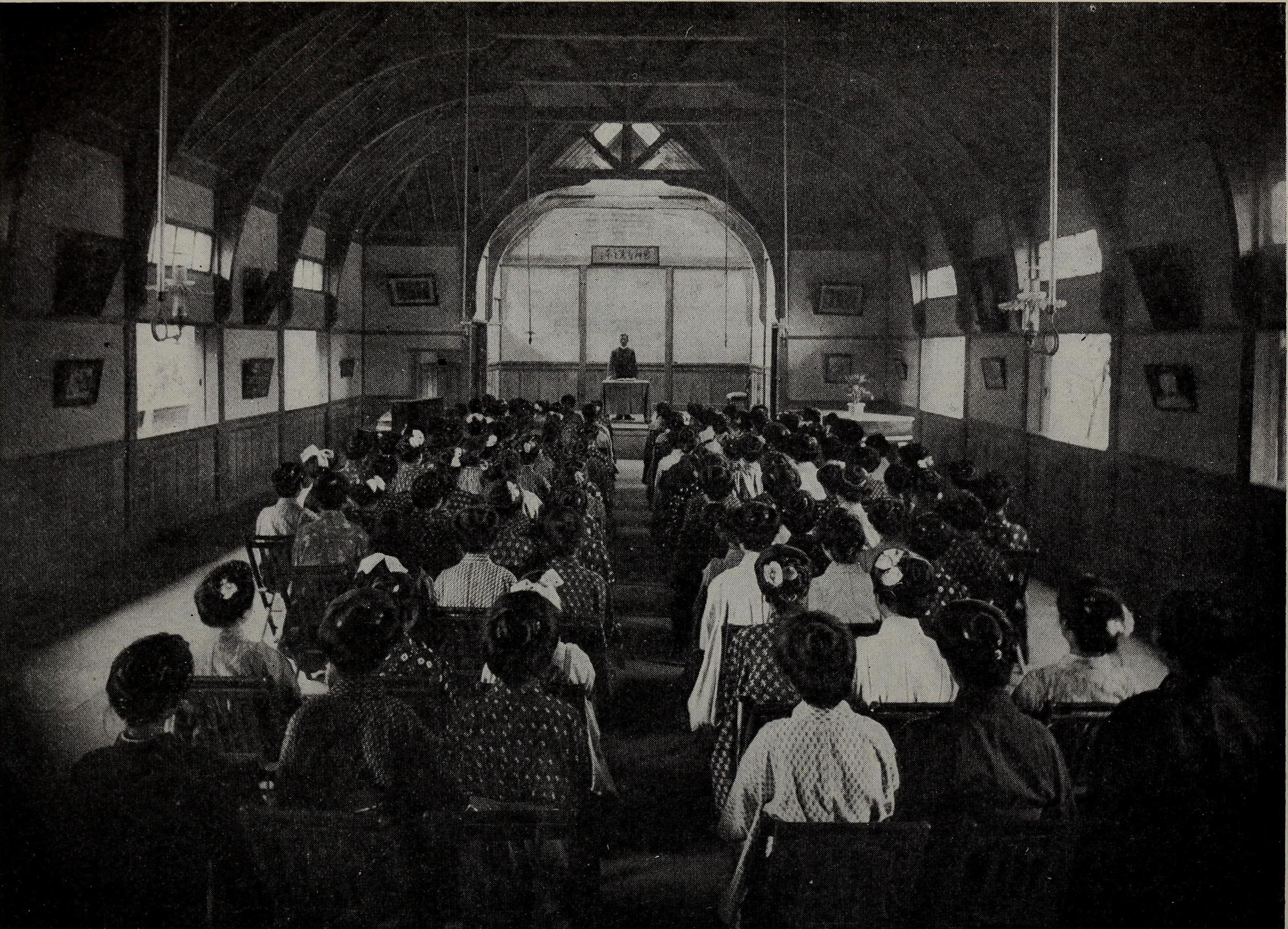
Lớp học Thánh kinh ở Nhật Bản vào năm 1909.

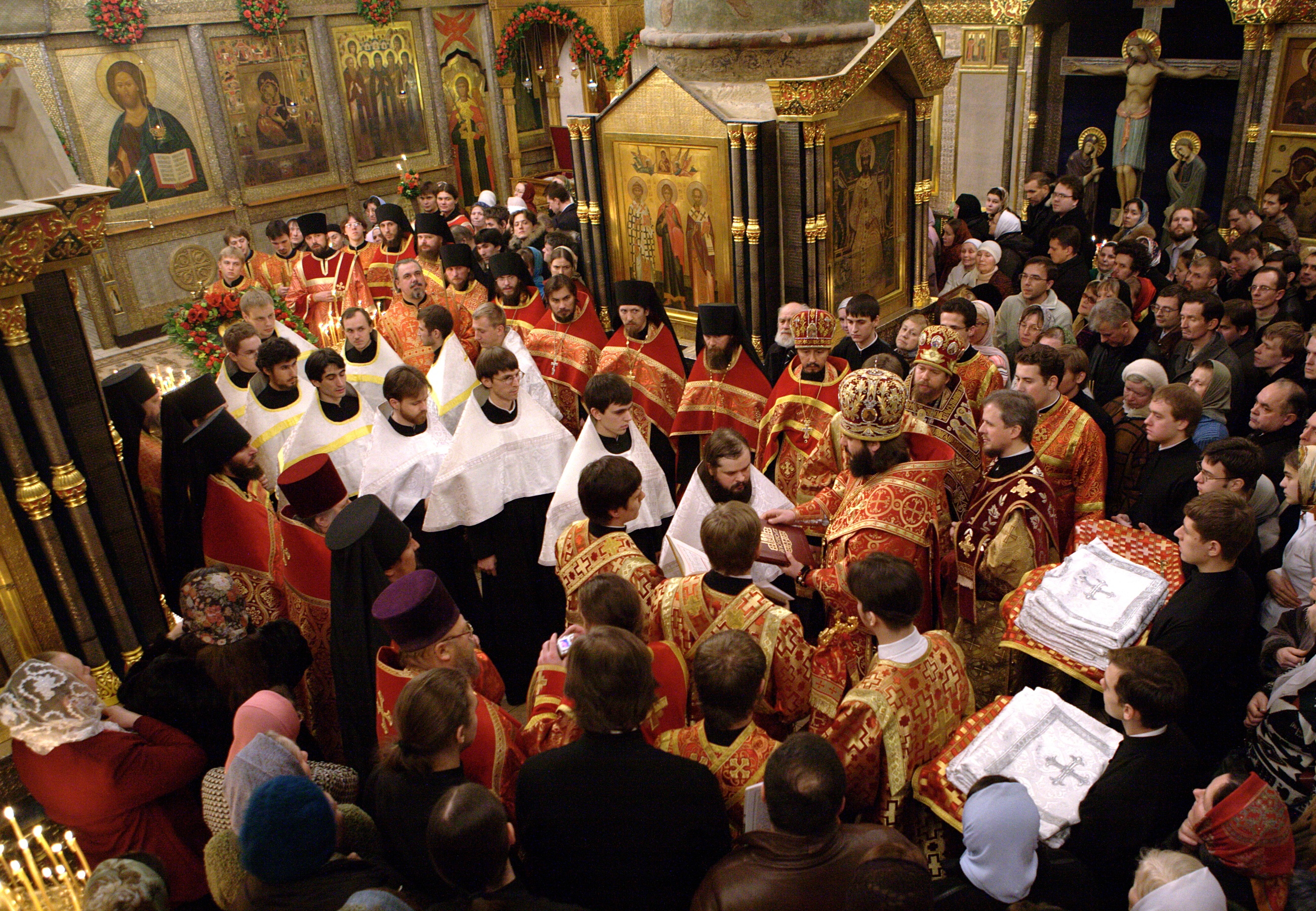
Nghi thức chúc phúc cho người đọc kinh, sinh viên viện thần học (năm 2006, Chính giáo Đông phương Nga).

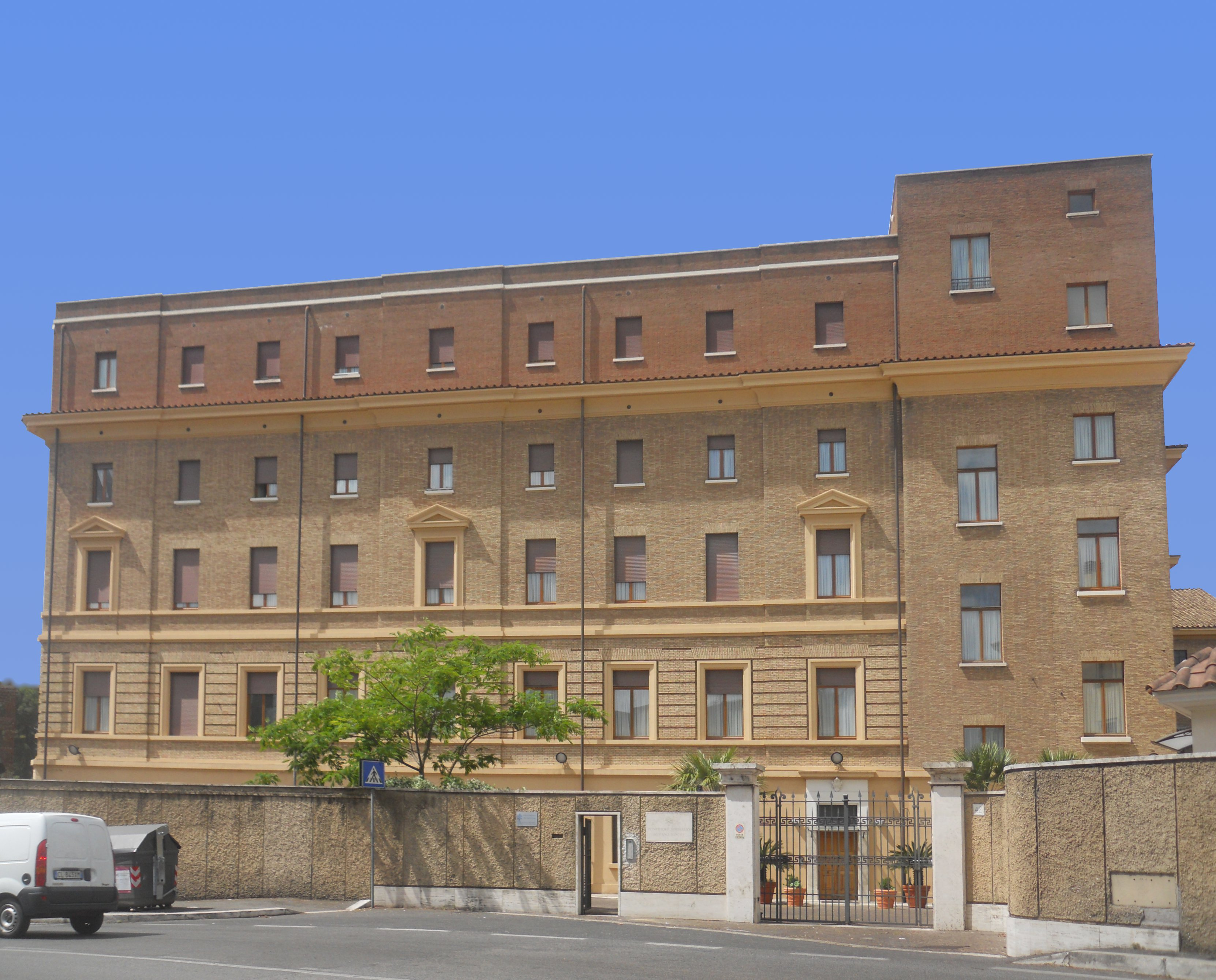
Đại chủng viện La Mã Tông toà.

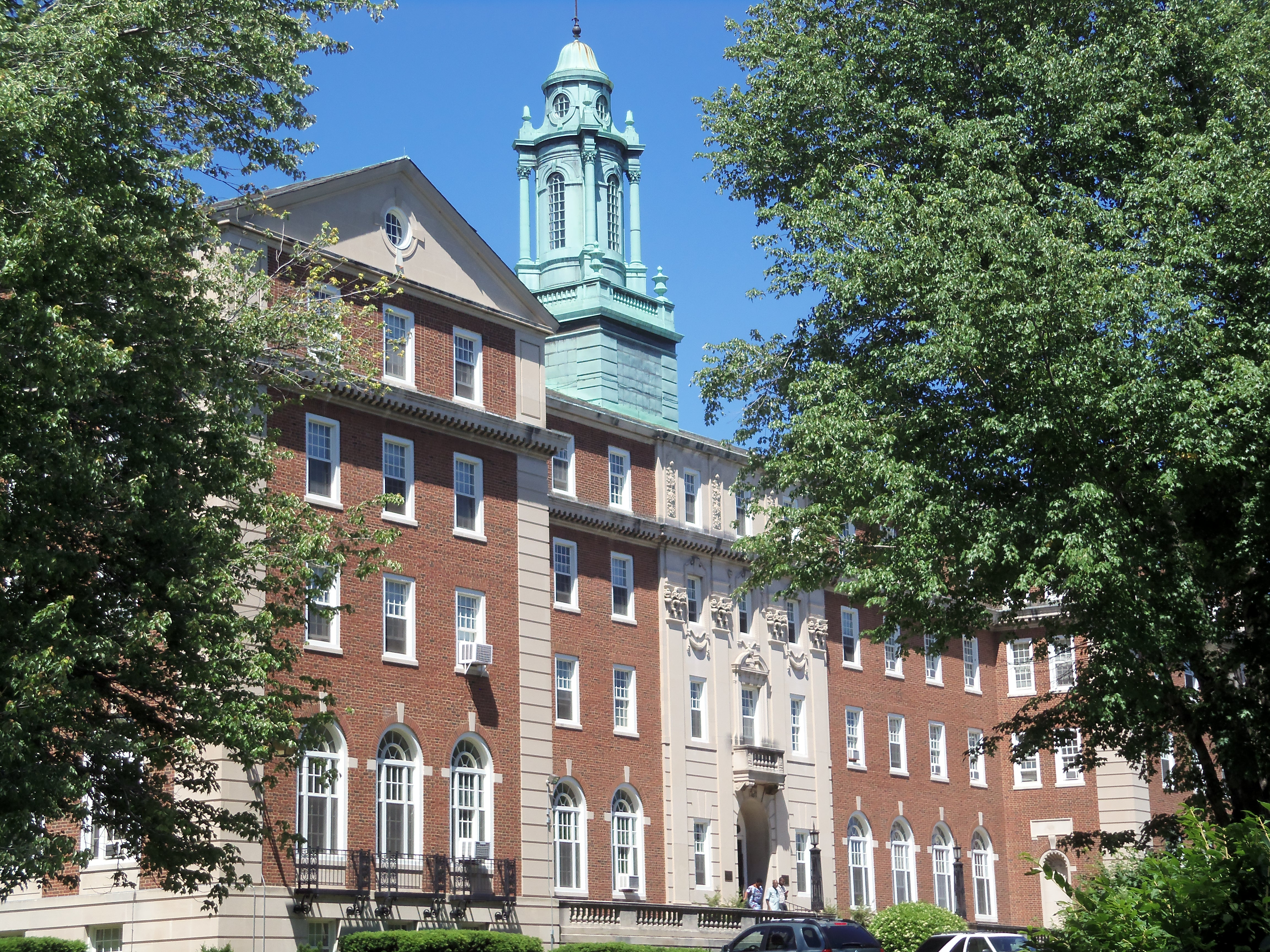
Đại chủng viện Thánh Giuse Washington D.C., Hoa Kỳ.

Viện thần học là nơi nghiên cứu nhận thức chính xác của con người về Đức Chúa Trời, đồng thời cũng là nơi đào tạo mục sư, linh mục, giáo sĩ và nhà truyền giáo.
Sau khi Cơ Đốc giáo giành được địa vị quốc giáo trong thời kì Đế quốc La Mã, hình thức ban đầu của viện thần học đã bắt đầu xuất hiện, nhưng viện thần học sớm nhất trong lịch sử là Viện Thần học Sorbonne, xuất hiện vào thế kỉ XIII, là tiền thân của Đại học Paris ngày nay. Sau nó, các viện thần học liên tục được thành lập, đồng thời trở thành cơ quan mẹ sản sinh ra nền giáo dục đại học phương Tây hiện nay, nhưng ngày nay có một số viện thần học đã trở thành cơ quan học viện nằm bên trong đại học, có một số viện thần học là cơ quan tồn tại độc lập. Viện thần học của Cơ Đốc giáo hiện phân bố rộng khắp ở trong ba nhánh phái lớn: Công giáo La Mã, Tin Lành và Chính giáo Đông phương, tên gọi hơi khác nhau. Công giáo La Mã gọi viện thần học là đại chủng viện, thời gian học tập thông thường là 6 năm (4 năm thần học và 2 năm triết học), lấy thần học và triết học kinh viện là phương hướng học tập chủ yếu. Trong Tin Lành, thời gian học tập của viện thần học mỗi tông phái có sự khác biệt, hơn nữa lại gắn liền với giáo dục thế tục, thí dụ như sau khi tốt nghiệp Trung học phổ thông, thì đến học ở viện thần học, thời gian học tập thông thường là 4 - 5 năm, gọi là khoa Thần học phổ thông; song, thời gian học tập dành cho đối tượng sau tốt nghiệp đại học là chương trình thần học 3 năm, thông thường sẽ được gọi là khoa Thần học cao cấp, ví dụ như chương trình học Thánh kinh là nội dung học tập chủ yếu, thì sẽ được gọi là khoa Thánh kinh. Thời gian học tập ở viện thần học của Chính giáo Đông phương là 4 năm, chủ yếu nghiên cứu thần học, kinh điển, giáo lí, lịch sử và tình hình hiện nay của Chính giáo Đông phương.

## Viện thần học ở các nơi

### Tin Lành
Danh sách các viện thần học của Tin Lành ở các nơi trên thế giới, vui lòng xem tại đây.
| STT | Tên tổ chức tôn giáo                   | Tên viện thần học                            | Ghi chú |
| --- | -------------------------------------- | -------------------------------------------- | --- |
| 1   | Hội Thánh Tin Lành Việt Nam (miền Nam) | Viện Thánh kinh Thần học                     | Tổ 15, Khu phố 5, đường Bình Trưng, phường Bình Trưng Đông, Thành phố Thủ Đức, Thành phố Hồ Chí Minh.                                       |
| 2   | Hội Thánh Tin Lành Việt Nam (miền Bắc) | Trường Thánh kinh Thần học Hà Nội            | Số 02, đường Ngõ Trạm, phường Hàng Bông, quận Hoàn Kiếm, Thành phố Hà Nội.                                                                  |
| 3   | Hội Truyền giáo Cơ Đốc Việt Nam        |                                              | Chưa có thông tin |
| 4   | Tổng hội Báp-tít Việt Nam              | Viện Thần học Báp-tít Việt Nam               | Số 161, đường Nguyễn Văn Trỗi, phường 11, quận Phú Nhuận, Thành phố Hồ Chí Minh.                                                            |
| 5   | Giáo hội Báp-tít Việt Nam              | Trường Thần học Thánh kinh                   | Số 49, đường 711B, Lô A11 - Khu dân cư Đại học Bách Khoa, đường Nguyễn Duy Trinh, phường Phú Hữu, Thành phố Thủ Đức, Thành phố Hồ Chí Minh. |
| 6   | Hội Thánh Tin Lành Trưởng lão Việt Nam |                                              | Chưa có thông tin |
| 7   | Hội Thánh Mennonite Việt Nam           | Trung tâm Thần học Mục vụ Mennonite Việt Nam | Số 14K, đường Hoàng Quốc Việt, phường Phú Mỹ, quận 7, Thành phố Hồ Chí Minh.                                                                |
| 8   | Hội Thánh Liên hữu Cơ Đốc Việt Nam     |                                              | Chưa có thông tin |
| 9   | Giáo hội Phúc Âm Ngũ tuần Việt Nam     |                                              | Chưa có thông tin |
| 10  | Giáo hội Cơ Đốc Phục lâm Việt Nam      | Trường Kinh thánh Cơ Đốc                     | Số 2, đường Hoàng Văn Thụ, phường 9, quận Phú Nhuận, Thành phố Hồ Chí Minh.                                                                 |

### Công giáo La Mã
Danh sách các viện thần học của Công giáo La Mã ở các nơi trên thế giới, vui lòng xem tại đây.
Công giáo tại Việt Nam có 11 đại chủng viện đào tạo linh mục và giáo sĩ có chức Thánh.
1. Đại chủng viện Thánh Giuse Hà Nội trực thuộc Tổng giáo phận Hà Nội.
2. Đại chủng viện Thánh Tâm trực thuộc Giáo phận Thái Bình.
3. Đại chủng viện Đức Mẹ Vô Nhiễm trực thuộc Giáo phận Bùi Chu.
4. Đại chủng viện Thánh Phaolô Lê Bảo Tịnh trực thuộc Giáo phận Thanh Hóa.
5. Đại chủng viện Thánh Phanxicô Xaviê trực thuộc Giáo phận Vinh.
6. Đại chủng viện Huế, thường được gọi là Đại chủng viện Xuân Bích, trực thuộc Tổng giáo phận Huế.
7. Đại chủng viện Sao Biển trực thuộc Giáo phận Nha Trang.
8. Đại chủng viện Thánh Giuse Sài Gòn trực thuộc Tổng giáo phận Thành phố Hồ Chí Minh.
9. Đại chủng viện Thánh Giuse Xuân Lộc trực thuộc Giáo phận Xuân Lộc.
10. Đại chủng viện Minh Hòa, về mặc pháp lý là Cơ sở II của Đại chủng viện Thánh Giuse Xuân Lộc, trực thuộc Giáo phận Đà Lạt
11. Đại chủng viện Thánh Quý trực thuộc Giáo phận Cần Thơ.